# Patrick Hillery
Patrick John "Paddy" Hillery (em irlandês: Pádraig Seán Ó hIrighile; Miltown Malbay, 2 de Maio de 1923 - Dublin, 12 de Abril de 2008) foi um político irlandês do Fianna Fáil e o sexto presidente da Irlanda, de 1976 até 1990. Foi eleito na primeira eleição geral de 1951 como Teachta Dala do Fianna Fáil, pelo Condado de Clare, e permaneceu no Dáil Éireann até 1973. Durante esse tempo, ele actuou como Ministro da Educação (1959-1965), Ministro da Indústria e Comércio (1965-1966), Ministro do Trabalho (1966-1969) e Ministro dos Negócios Estrangeiros (1969-1973). Em 1973, foi nomeado como o primeiro comissário europeu pela Irlanda, servindo até 1976 quando foi nomeado presidente.